# Carvalhos (Minas Gerais)
Carvalhos é um município brasileiro do estado de Minas Gerais. Localiza-se à latitude 22º00'04" sul e à longitude 44º27'41" oeste, com altitude de 1092 metros.
Seu nome é uma homenagem a família Carvalho, família de origem judaico-marroquina cujo nome original era Nahom. Esta família se assentou na região, construindo uma igreja dedicada a Nossa Senhora Aparecida, em um terreno doado pela dona de uma fazenda na região. Atualmente essa família se encontra quase extinta no município. Sua população estimada em 2022 era de 4.422 habitantes. Cidade pouco explorada comercialmente, sem indústrias. O comércio não possui potencial tão grande, quando comparado a cidades maiores. Porém, na região, destaca-se pelas lojas de material de construção, supermercados e farmácias. Além desses, a cidade conta com dois estabelecimentos que vendem hortifrútis, padarias e lojas de móveis. Na cidade, a operadora de telefonia móvel é a Vivo. Possui uma área de 283,38 km².

## Turismo
Possui inúmeras cachoeiras distribuídas por todo o município (em torno de 70 quedas) e mais de 400 km de trilhas para a prática de Off-Road. Além disso, possui um pico chamado Pico do Muquém de altitude aproximada de 1800m acima do nível do mar. Também encontra-se no município o Pico do Calambau e dos Três Irmãos, que juntamente com o do Muquém, formam a Serra dos Três Irmãos. Há também o Pico do Quilombo (Serra do Quilombo), a Serra da Aparecida e a serra do Grão-Mogol.

## Educação
A cidade conta com uma escola de ensino fundamental a partir do 6º ano (antiga 5ª série) e ensino médio, Escola Estadual Ana Dantas Motta, em homenagem a primeira professora do município, além de várias outras que vão da pré-escola ao 5º ano (antiga 4ª série).

## Bairros e povoados
O município encontra-se subdivido em diversos bairros e povoados, a saber:
- Lopes (Zona Rural)
- Três Irmãos (Zona Rural)
- Sertãozinho (Zona Rural)
- Vargem Grande (Zona Rural)
- Carimbá (Zona Rural)
- Posses (Zona Rural)
- Macaquinho (Área Urbana)
- Curraleiros (Zona Rural)
- Capiada (Zona Rural)
- Mateiros (Zona Rural)
- Gonçalos (Zona Rural)
- Vargem Alegre (Zona Rural)
- Ponte Alta (Zona Rural)
- Muquém (Zona Rural)
- Franceses (Zona Rural)
- Niterói (Área Urbana)
- Santa Edwirges (Área Urbana)
- Beira da Linha (Área Urbana)
- Caveirão (Área Urbana)
- Bela Vista (Área Urbana)
- Prodecom (Área Urbana)
- Alto do Ginásio (Área Urbana)
- Vila São Judas Tadeu (Área Urbana).[7]

## Calendário
- 6 de Janeiro - Festa dos Reis Magos no Povoado dos Francese
- 20 de Janeiro - Festa de São Sebastião e Feriado Municipal
- Carnaval - móvel
- Semana Santa - móvel
- 10 de Junho - Festa de São Lázaro no Povoado do Muquém e feriado municipal
- 13 de Junho - Festa de Santo Antônio de Pádua no Povoado do Carimbá
- Corpus Christi - móvel
- Festa do Padroeiro Sagrado Coração de Jesus - móvel (celebrado na segunda Sexta-feira, após a solenidade de Corpus Christi)
- 2 de Agosto - Festa de Nossa Senhora dos Anjos no Povoado dos Franceses
- 12 de Outubro - Durante a semana do 12 de Outubro realiza-se a festa da cidade).[7]

## Transportes
O município é servido pelas rodovias BR-267 e AMG-1040.
No passado, Carvalhos também já foi atendida por transporte ferroviário entre os anos de 1903 e 1979, pela Linha da Barra da Rede Mineira de Viação. Além de realizar o transporte de passageiros, a ferrovia era responsável pelo escoamento das produções cafeeiras e leiteiras das fazendas e cooperativas de laticínios locais. O último trem de passageiros circulou pela cidade no dia 30 de julho de 1977, enquanto que o último trem cargueiro encerraria suas atividades em abril de 1979, culminando com a desativação da ferrovia, que seria erradicada do município pouco tempo depois. 